# Altes Rathaus (Mutterstadt)
Das ehemalige Rathaus von Mutterstadt im Rhein-Pfalz-Kreis wurde 1738 am Standort des Königshofs und der Gerichtsstätte errichtet.

## Lage
Das frühere Rathaus befindet sich unmittelbar gegenüber dem modernen Rathaus.

## Wappen
In die Stirnseite ist ein Wappen mit der Jahreszahl 1568 eingefügt, das offensichtlich aus einem früheren Bau an gleicher Stelle übernommen wurde. Es zeigt in seinem linken Feld einen aufrichtenden Löwen, in seinem rechten Feld einen Schlüssel auf einem Hintergrund von lose aneinandergereihten Rauten, die heute weiß und blau gefärbt sind.

## Geschichte
Das Gebäude enthielt im Erdgeschoss einen Raum, der ursprünglich den Katholiken, seit 1754 aber den Lutherischen zur Abhaltung ihres Gottesdienstes überlassen war. 1790 wollte die politische Gemeinde diesen Raum zum Abstellen der Feuerspritze und der Waage verwenden und legte darum den Lutherischen nahe, sich eine eigene Kirche zu bauen. Die lutherische Gemeinde hatte jedoch nur 42 Familien und wäre mit den Kosten überfordert gewesen. So bat sie die Gemeinde, die 400 Gulden Zuschuss zum Bau eines Spritzenhauses zu verwenden und ihnen weiterhin den Raum im Rathaus zu überlassen. So blieben die Lutherischen bis zur Vereinigung der protestantischen Kirchen im Jahr 1818 im Rathaus.
Das heutige Aussehen erhielt es 1822, als es von Johann Philipp Mattlener umgebaut wurde.
Im Gebäude, das inzwischen nicht mehr als Rathaus genutzt wird, ist das Museum für Ortsgeschichte untergebracht. Hier ist die Ortsgeschichte in Bildern, Grafiken, Karten und schriftlichen Erläuterungen dokumentiert.
Das Zeitpfeildisplay, eine 60 cm breite hinterleuchtete Tafel zeigt auf 25 Meter in drei Horizontalbändern synchron die Ereignisse der Welt-, Regional- und Ortsgeschichte in Text und Bild.